# Sclerocheilus acirratus
Sclerocheilus acirratus är en ringmaskart som beskrevs av Hartman 1969. Sclerocheilus acirratus ingår i släktet Sclerocheilus och familjen Scalibregmatidae. Inga underarter finns listade i Catalogue of Life.